# Kronos Digital Entertainment
Kronos Digital Entertainment – amerykański producent gier komputerowych działający w latach 1994–2003, znany z serii Fear Effect.

## Historia
Oficjalnie, Kronos Digital Entertainment zostało założone w 1994 r przez Stanleya Liu. Studio zajmowało się usługami dla innych developerów, tj. animacją dla gier Sierry oraz dla telewizji, będąc odpowiedzialnym m.in. za animacje komputerowe w telewizyjnym Spider-Manie. Swoją pierwszą grą zadebiutowało w 1995 r, wtedy nakładem Vic Tokai na konsoli PlayStation pojawił się Criticom. Tytuł, pomimo mieszanych ocen recenzentów, okazał się komercyjnym sukcesem, głównie z powodu niedoboru bijatyk na tę platformę. Kolejne produkcje studia swoją jakością niewiele odbiegały od pierwowzoru, jednakże, jak stwierdził sam Stan Liu, gdyby nie one, to firma nie nabrałaby doświadczenia i umiejętności w stworzeniu przyszłej gry firmy. Przełomem dla Kronos był rok 2000 r, kiedy Eidos Interactive wydał grę Fear Effect na pierwsze PlayStation – gra akcji z elementami horroru i animacją w stylu cel-shadingu została bardzo dobrze przyjęta przez recenzentów, jak i graczy. Odbiór tytułu zachęcił twórców do stworzenia sequela o podtytule Retro Helix, ten pojawił się na rynku rok później, i ponownie został doceniony przez graczy. Kronos rozpoczął więc prace nad trzecią częścią, Fear Effect 3: Inferno, pokazując na targach E3 w 2002 r, krótki zwiastun. Niestety, gra nie przeszła testów jakościowych Eidos, co zmusiło twórców do bezskutecznego poszukiwania nowego wydawcy (prawa do marki należały do Kronos). W rezultacie podjęto decyzję o zamknięciu studia pod koniec 2003 r..

## Produkcje[4]

### – telewizja
| Tytuł      | Rok       | Uwagi       |
| ---------- | --------- | ----------- |
| Spider-Man | 1994–1998 | Scenerie 3D |

Firma była także odpowiedzialna za interaktywny interfejs dla Tele-Communication, Inc. (TCI) oraz za różne projekty i animacje tworzone we współpracy z Alias Research, Inc.

### – gry komputerowe
| Tytuł                                           | Rok       | Producent                             | Uwagi                        |
| ----------------------------------------------- | --------- | ------------------------------------- | ---------------------------- |
| King's Quest VI                                 | 1992      | Sierra On-Line                        | Stworzenie intro do gry      |
| Wing Commander III                              | 1994      | Origin Systems                        |                              |
| Phantasmagoria                                  | 1995      | Sierra On-Line                        | Art asset/Elementy graficzne |
| Eternal Champions: Challenge from the Dark Side | 1995      | Sega Interactive Development Division | Przerywniki filmowe          |
| Ectosphere                                      | Anulowana | Virgin Games                          |                              |

## Wyprodukowane gry
| Tytuł                      | Rok  | Wydawca               | Platforma                      | Uwagi |
| -------------------------- | ---- | --------------------- | ------------------------------ | --- |
| Criticom                   | 1995 | Vic Tokai             | PlayStation; Sega Saturn       | Pierwsza gra z tzw. "Trylogii Terroru". Pierwotnie gra była tworzona na licencji pewnej serii komiksowej dla Sony. Po rezygnacji wydawcy; niedokończony projekt zyskał zainteresowanie ze strony Vic Tokai; i ostatecznie po przeprojektowaniu gry, i 8 miesiącach prac, tytuł został wydany. Za port na Saturna było odpowiedzialne studio Point of View |
| Meat Puppet                | 1997 | Playmates Interactive | Microsoft Windows              | |
| Dark Rift                  | 1997 | Vic Tokai             | Nintendo 64; Microsoft Windows | Druga gra z "Trylogii Terroru" |
| Cardinal Syn               | 1998 | 989 Studios           | PlayStation                    | Ostatnia gra z "Trylogii Terroru" |
| Fear Effect                | 2000 | Eidos Interactive     | PlayStation                    | |
| Fear Effect 2: Retro Helix | 2001 | Eidos Interactive     | PlayStation                    | |

## Anulowane gry
- Fear Effect 3: Inferno (PlayStation 2; 2002/3) – tytuł miał nie spełniać testów jakościowych wydawcy, z tego powodu wstrzymany został przepływ środków finansowych na jej rozwój; z samego tytułu pozostały wyłącznie fragmenty rozgrywki oraz liczne zwiastuny[3]